# Astroman (còmic)
Astroman, va ser una sèrie de còmics de ciència-ficció creada pel guionista Víctor Mora i el dibuixant Manuel Cuyàs. Es va publicar per primera vegada a la revista de còmics de l'editorial Bruguera, DDT al número tres-cents amb data, abril del 1973.

## Trajectòria editorial
Astroman es va començar a publicar en format serialitzat a la revista de còmics DDT, entre el número tres-cents i el tres-cents set, amb l'episodi titulat El Hombre de Astronita. Posterior-ment es publicaven a Grandes Aventuras Juveniles. D'altres històries del personatge serialitzades a DDT i Mortadelo foren, Mister Zero, Ataca i Un Mundo para sobrevivir.
El 1972, les seves aventures van començar a recopilar-se en àlbums monogràfics en el si de la "Col·lecció Grandes Aventuras Juveniles" (1971), que compartia amb altres sèries de grafisme realista de la casa: Aventura en el fondo del mar, El Corsario de Hierro, Dani Futuro, Roldán sin Miedo, El Sheriff King i Supernova.
Víctor Mora, ja no va crear cap més sèrie per a Bruguera.
La sèrie d'Astroman, inicialment l'havia de dibuixar Escandell pels grans formats a color de l'editorial Bruguera com eren El Capitán Trueno o El Jabato, però per problemes amb la censura el primer número no es va publicar fins anys després, quan el dibuixant Cuyas ja havia fet una versió diferent del personatge i les historietes dibuixades per Escandell es publicaren amb el nom de Fenix.
Valoració
Per a l'investigador Antoni Guiral, Astroman, més enllà de la qualitat del seu dibuix, es queda en els tòpics argumentals del gènere, per molt respectables que aquests siguin, i empal·lideix davant l'originalitat dels guions de Dani Futuro (1970), també del mateix autor.
| Publicació                  | Títol                    | Dibuixant | Guionista                   | Data                  | Numero     | Editorial |
| --------------------------- | ------------------------ | --------- | --------------------------- | --------------------- | ---------- | --------- |
| El DDT                      | El Hombre de Astronita   | Cuyás     | Victor Alcazar              | 6-4-1973 a 4-6-1973   | 300 al 307 | Bruguera  |
| El DDT                      | Mister Zero, Ataca       | Cuyás     | Victor Alcazar              | 29-12-1975 a 5-4-1976 | 266 a 280  | Bruguera  |
| Mortadelo                   | Un Mundo para sobrevivir | Cuyás     | Victor Mora i Andrés Martín | 6-4-1973 a 4-6-1973   | 300 al 307 | Bruguera  |
| Grandes Aventuras Juveniles | El Hombre de Astronita   | Cuyás     | Victor Alcazar              | 1973                  | 54         | Bruguera  |
| Grandes Aventuras Juveniles | Mister Zero, Ataca       | Cuyás     | Victor Alcazar              | 1973                  | 63         | Bruguera  |